# Fimbristylis squarrosa
Fimbristylis squarrosa är en halvgräsart som beskrevs av Vahl. Fimbristylis squarrosa ingår i släktet Fimbristylis och familjen halvgräs.

## Underarter
Arten delas in i följande underarter:
- F. s. esquarrosa
- F. s. squarrosa